# Green Lake Park
Green Lake Park är en park i Kanada.   Den ligger i provinsen British Columbia, i den södra delen av landet, 3 400 km väster om huvudstaden Ottawa. Green Lake Park ligger 1 090 meter över havet. Den ligger vid sjön Green Lake.
Terrängen runt Green Lake Park är platt åt nordväst, men åt sydost är den kuperad. Trakten runt Green Lake Park är nära nog obefolkad, med mindre än två invånare per kvadratkilometer.. Det finns inga samhällen i närheten. 
I omgivningarna runt Green Lake Park växer i huvudsak barrskog.